# Animation de sable

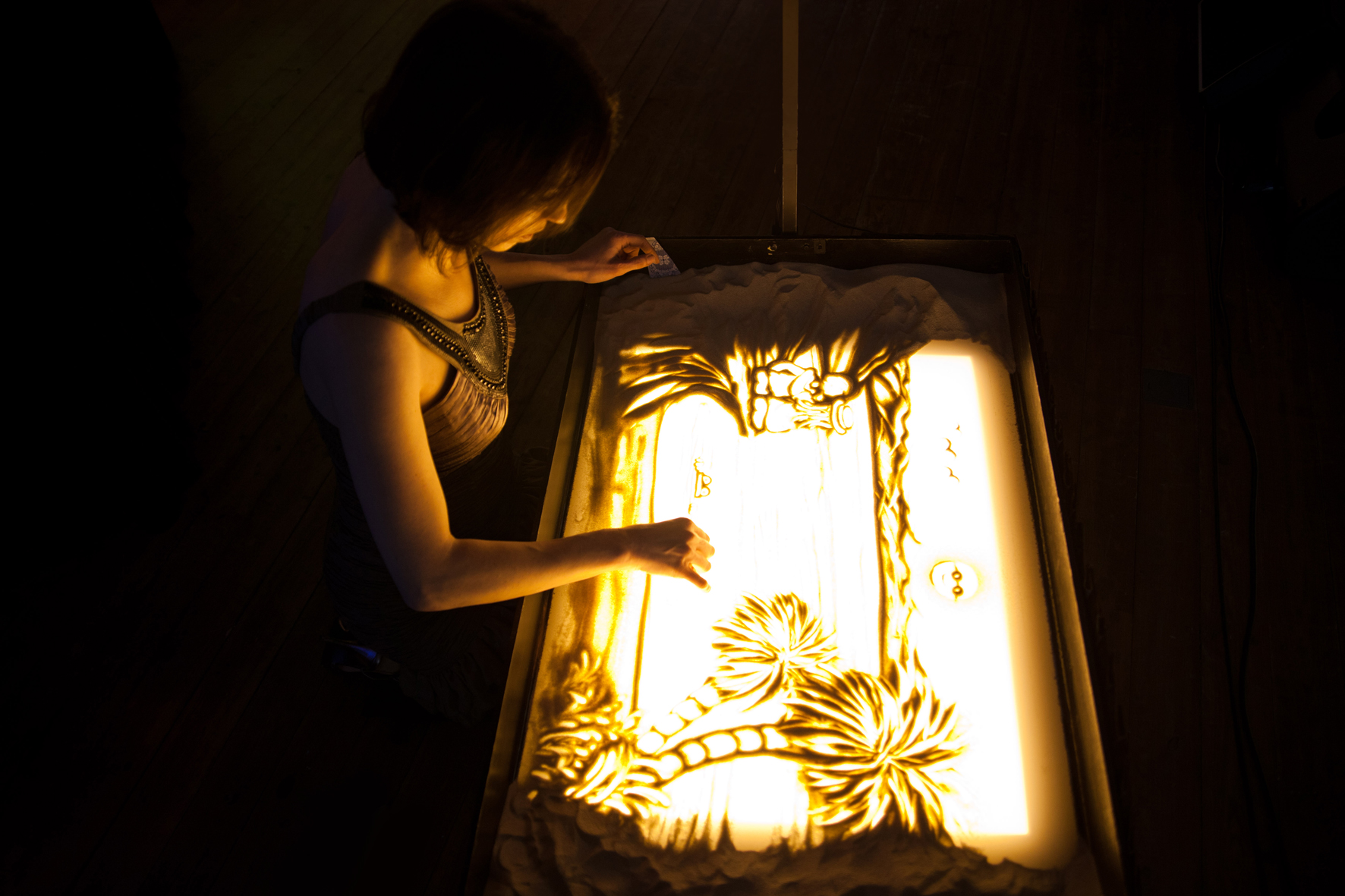
Katrin Weißensee, en train d'animer avec du sable.

L'animation de sable est une technique cinématographique utilisant les propriétés plastiques du sable afin de réaliser une image en mouvement. Le principe général et le plus courant d'animation de sable est celui d'une table lumineuse sur laquelle on vient disposer une couche de sable. La prise de vue est réalisée par le dessus, à l'instar d'un banc-titre. L'effet d'ombres et lumières est créé par les déplacements du sable, qui rendent la couche de sable plus ou moins épaisse et par conséquent les ombres plus ou moins marquées.
En 2024, le Musée Alexis-Forel de Morges a consacré une exposition à l'animation de sable intitulée "Grains de folie". Organisée en partenariat avec l'Université de Lausanne, l’exposition revient notamment sur le travail des cinéastes vaudois Gisèle Ansorge et Nag Ansorge, et dévoile les coulisses de la fabrication d’un film de sable, technique à la fois rare et méconnue,. Afin de faire dialoguer le passé et le présent, le parcours de l’exposition présente également le travail de réalisatrices et d’artistes contemporaines — Christina Benz, Clémence Bouchereau, Dode Lambert, Anne-Sophie Girault, Danièle Mussard et Nara Normande — qui ont réinventé la technique du sable. En marge de l'exposition, la Cinémathèque suisse a consacré une soirée à l'animation de sable à l'occasion du vernissage de l'ouvrage de Chloé Hofmann, Gisèle Ansorge, la caméra, le pinceau et la plume.

## Techniques
On pourra noter plusieurs techniques de prise de vue qui peuvent être utilisées :
- Animation en volume classique, les images sont prises une par une, entre chaque, on effectue les modifications sur le plan.
- Animation live, les images sont filmées en temps réel, et montrent le réalisateur travailler son œuvre (animation poïétique).

## Artistes
- Gisèle Ansorge
- Nag Ansorge
- Katerina Barsukova
- Ferenc Cakó
- Cédric Cassimo
- Caroline_Leaf
- Kseniya Simonova
- Ilana Yahav